# プラナカン料理

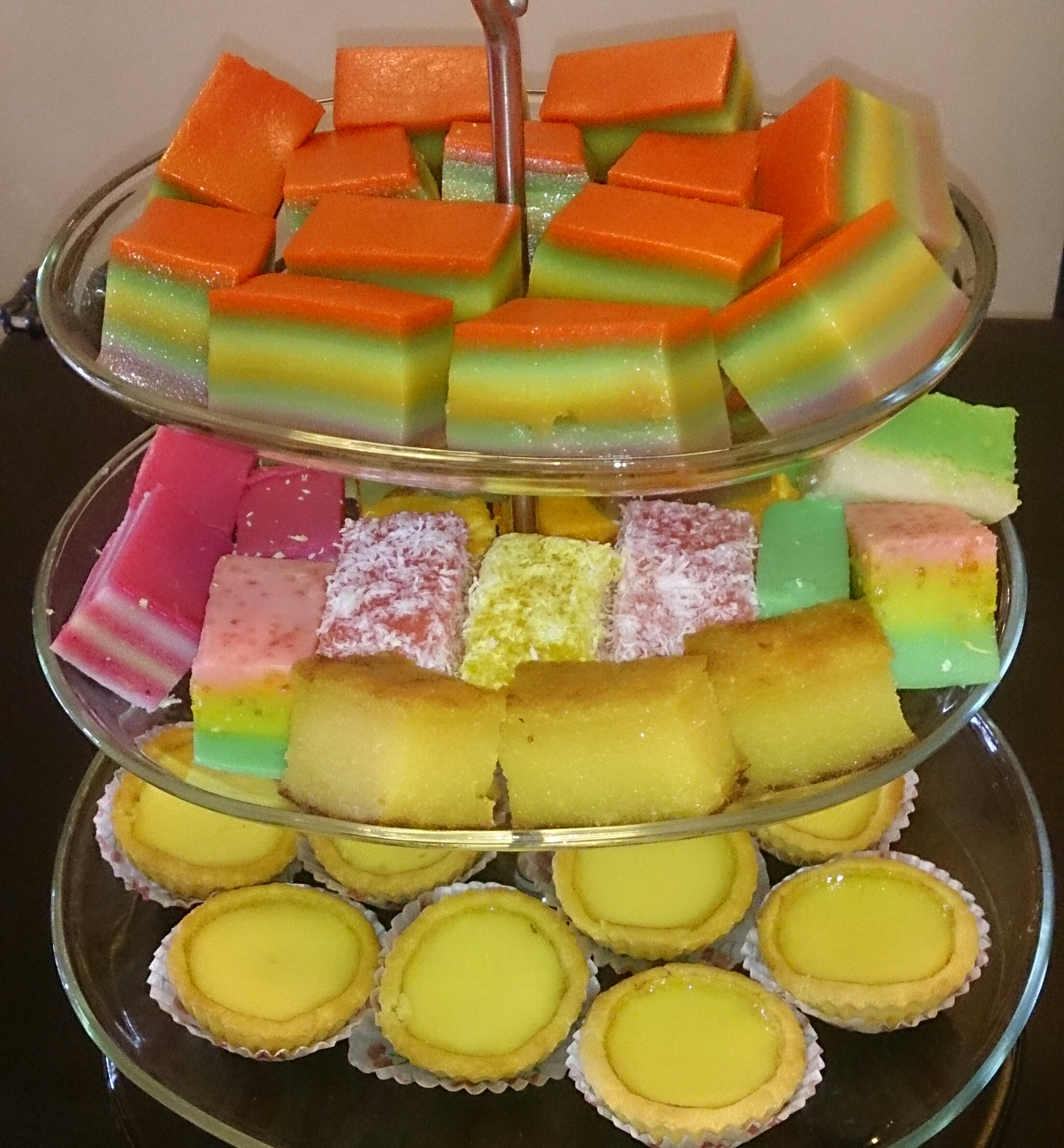
プラナカン料理の菓子類「クエ」

プラナカン料理（Peranakan cuisine）、ニョニャ料理（Nyonya cuisine）とは、シンガポールにて中華料理とマレーシア料理とが混淆して生まれたシンガポールの伝統料理の1種である。
独特のスパイスやココナッツミルクなどを使用した濃厚な味の煮込み料理が多いのが特徴となっている。

## 概要
15世紀後半、中華系移民がマレーシアやシンガポールにやって、現地人と婚姻を結び、根付いていった。「プラナカン」とはそういった中国系移民の子孫のことを指している。プラナカンは中国やマレーの文化と西洋の文化を混淆させた独自の生活スタイルを生み出した。プラナカン料理とは、マレーシア料理や中華料理の調理法にインド、タイ、ヨーロッパのスパイスを取りこんだ多国籍の味が入り混じった料理である。
「ニョニャ」とは「プラナカンの女性」の意である。

## 特徴
シンガポールやマレーシアで「プラナカン風」「ニョニャ風」と冠する料理は、調理技術が高く評価されるハイグレードな料理であるという認識がある。
プラナカン料理は「中国の調理法とマレーシアの食材、香辛料との結婚」と言われることがある。
プラナカン料理におけるマレーシア系の要素を以下に例示する。
- ココナッツミルクやヤシ油を使用する[3]。
- 酸味料として酢の代わりにタマリンドジュースや柑橘類を使用する[3]。
- 調味料としてサンバル、ブラチャン、グライ（英語版）を使用する[3]。

プラナカン料理のいくつかは、マレーシア料理のようでもあるが、明確な区別としてはプラナカン料理には豚肉が使用されることもあるという点が挙げられる。マレーシア料理と同じ料理名のプラナカン料理もあるが、スパイスの違いから、その味は異なる。
逆に中華料理の影響を色濃く受け継いでいるプラナカン料理としては、チャプチャイ、ポピアなどが挙げられる。
また、イギリスの植民地時代の影響も見受けられる。プラナカン料理のフライドチキンであるインチー・キャビン（Inchee Kabin、Inchi Kabin）にはイギリス産まれのウスターソースが用いられている。日本占領の影響と推測される料理もあるが、はっきりとはしていない。

## シンガポール
1980年代の半ば、シンガポール政府は記憶の共有がシンガポール国民という感覚に重要だという認識をした。シンガポールは建国からの歴史が浅いため（1965年にマレーシアより分離独立）、シンガポール国民の各民族コミュニティの歴史をシンガポールの歴史につなぐことで、より深遠な「国のルーツ」を作ろうとしたのである。
なかでも注目されたのが「料理」であり、シンガポールにはシンガポール国民国家よりも歴史の古い食物が数多くあった。
プラナカン、およびプラナカン料理というそれまでの公式の歴史言説では周縁化されるか無視されてたものが、注目されるようになった。

### シンガポールのフラナカン料理店
フラナカン料理店の宣伝には、ケバヤやサロンという衣装を来たプラナカン女性のイメージが使用される。料理店はしばしばプラナカンの伝統的な店舗スタイル、すなわち、1階が店舗で2階が住居となっている。店舗ではプラナカン料理に用いる台所用具や食材が陳列され、ケバヤやサロンを着た女性が挨拶や給仕を行い、プラナカンの磁器食器を用いて料理や茶を出している。
料理店では、販売戦略、生存戦略として「伝統的な」プラナカン料理に改良を加えている。例えば、アヤム・ブアクルアは、チキンカレーにパンギノキの実（ブアクルア）を入れるのが伝統的なレシピであるが、ブアクルアは苦いために入れられず、エビや豚挽肉を加えた物を「アヤム・ブアクルア」として提供するレストランもある。

### シンガポールでの国民料理化
シンガポール政府観光局は2001年にプラナカン料理を「シンガポールが有する固有の料理にもっとも近い(the closest Singapore has to an indigenous cuisine）」と宣伝したことで、プラナカン料理を出す料理店も「本物の伝統的な海峡華人の料理（authentic and traditional Straits Chinese cuisine）」と広告を打つようになった。
このようにシンガポールの国民料理を創成するにあたって、プラナカン料理は不可欠な役割を担っていると言える。
プラナカン料理は上述のように民族や文化の混成性の象徴として利用できるほか、プラナカンのコミュニティ規模がシンガポールでは小さいことから、他の民族コミュニティのヒエラルキーに及ぼす影響が少ない。そのため、プラナカン料理はシンガポール国民の過去を想起させるのに役立つと言える。
実際に、シンガポールの対外的にもプラナカン料理は宣伝されており、2010年の上海国際博覧会ではシンガポール館では、ラクサ。パイティー、チキンカレーといったプラナカン料理がベストセラーとなった。同年に中華人民共和国のケンタッキー・フライド・チキンではカレー味の「ニョニャ鶏手羽先（Nyonya chicken wing）」が販売され、ケバヤとサロンを着た女性が宣伝に用いられている。
2011年にはシンガポール政府観光局とインターナショナル・エンタープライゼス・シンガポールが「シンガポール・テイクアウト（Singapore Takeout）」というプロジェクトを開始し、著名シェフをロンドン、パリ、香港、上海、モスクワ、シドニー、デリー、ドバイに派遣し、ラクサ、エビカレー、ポピアなどを作ってシンガポール料理を広めようとしており、シンガポール国外においてもプラナカン料理がシンガポールを代表する料理であるとの認識が広まっている。

## 代表的な料理
- パイ・ティ（英語版） - 揚げられた小さいカップの中に甘く煮付けられた具材が入る[2][3]。
- ラクサ - ココナッツミルクを使ったライスヌードル[3]。
- ルンダン - ココナッツミルクとスパイスを使った煮込み料理[2]。
- アッサムペダス（英語版） - 酸味の利いたスープで煮込む魚料理[7]。
- チェンドル - 緑色をしたゼリー状の麺。デザートの定番[2]。
- アヤム・ブアクルア - ブアクルアの実と鶏肉の煮込み[4]。

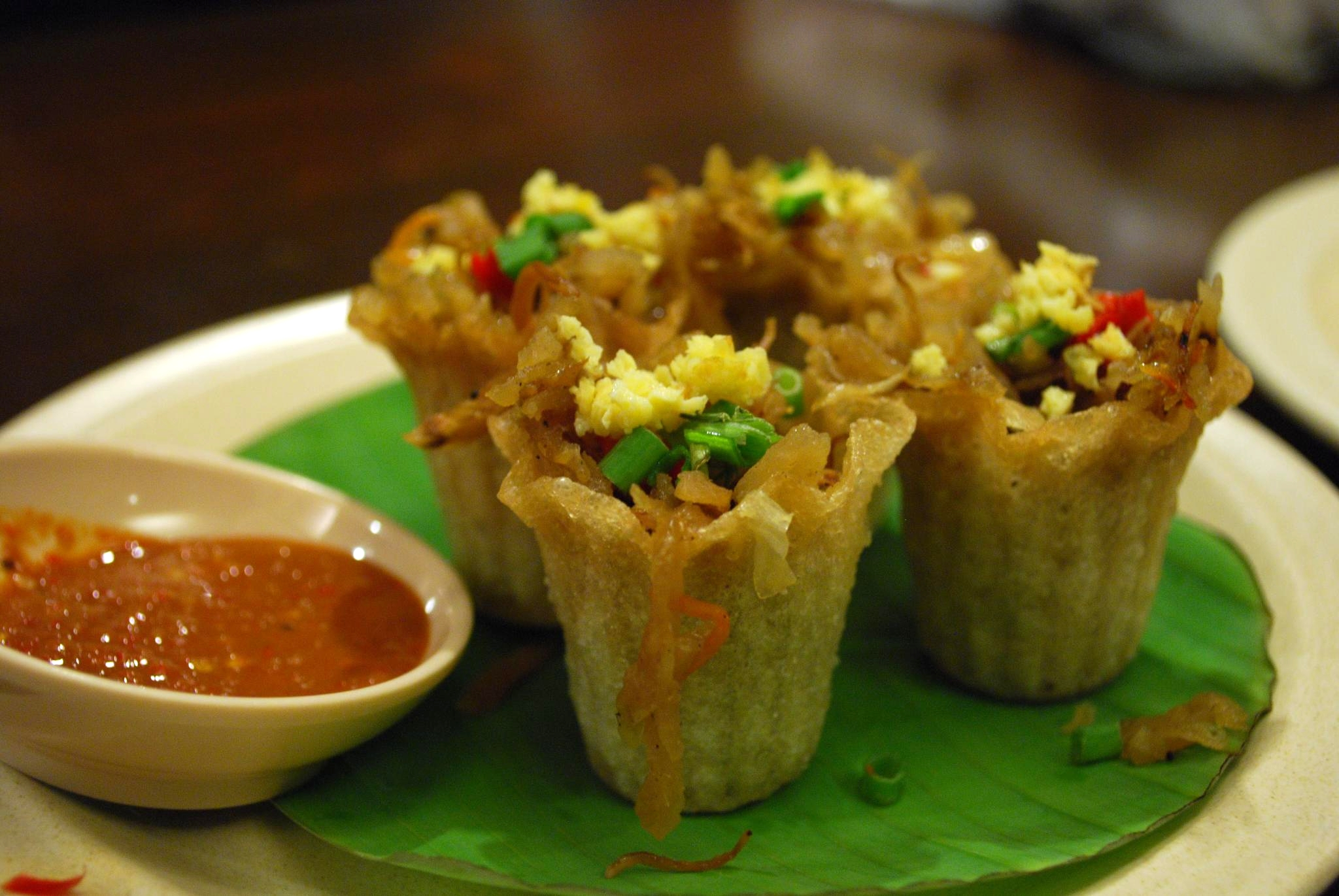
パイ・ティ
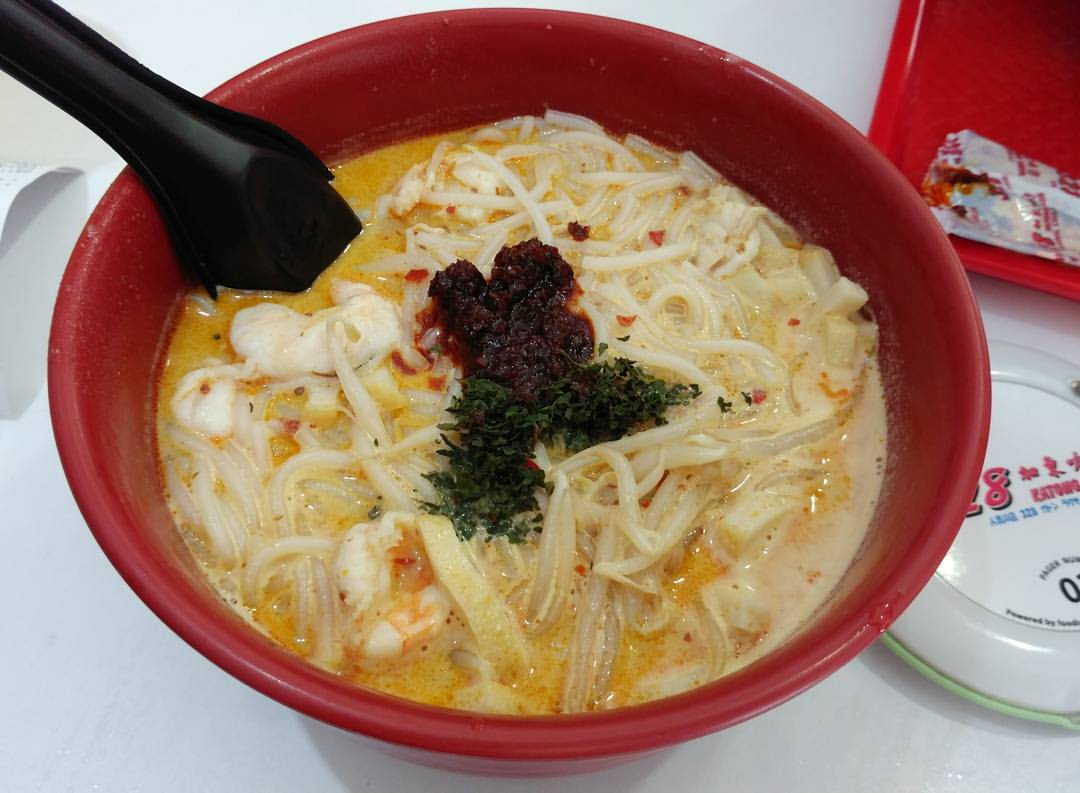
カトン・ラクサ
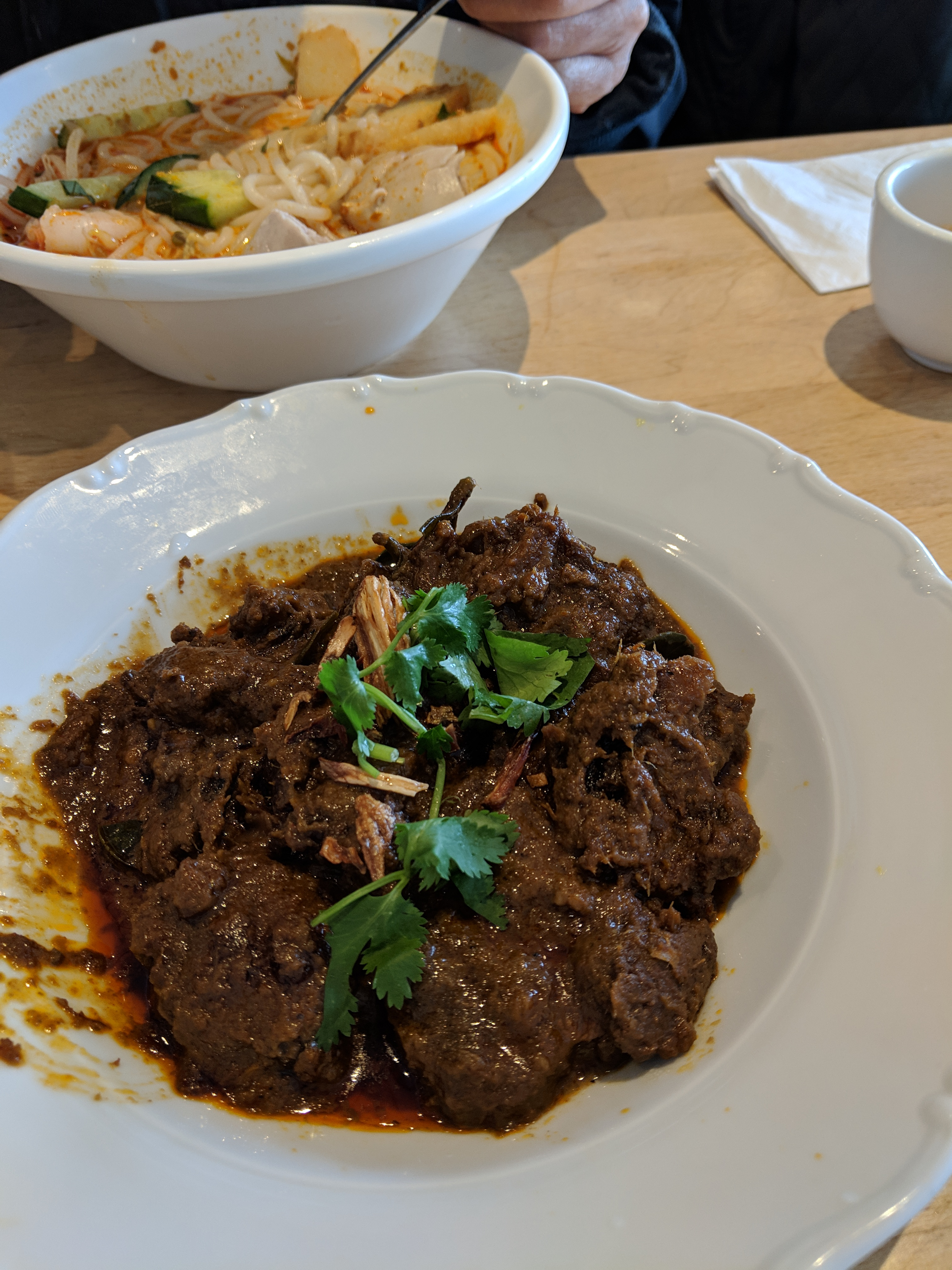
ビーフルンダン
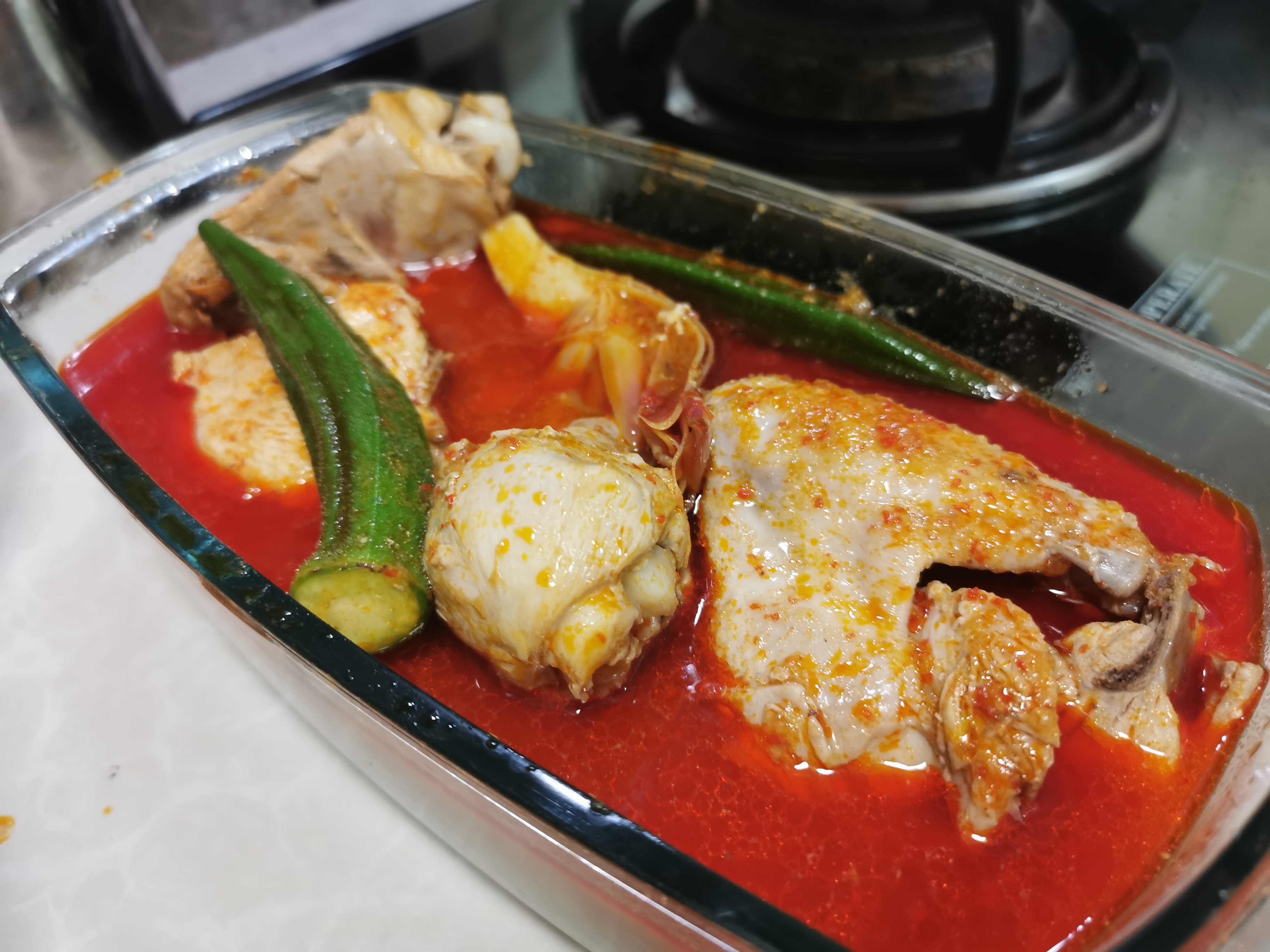
アッサムペダス
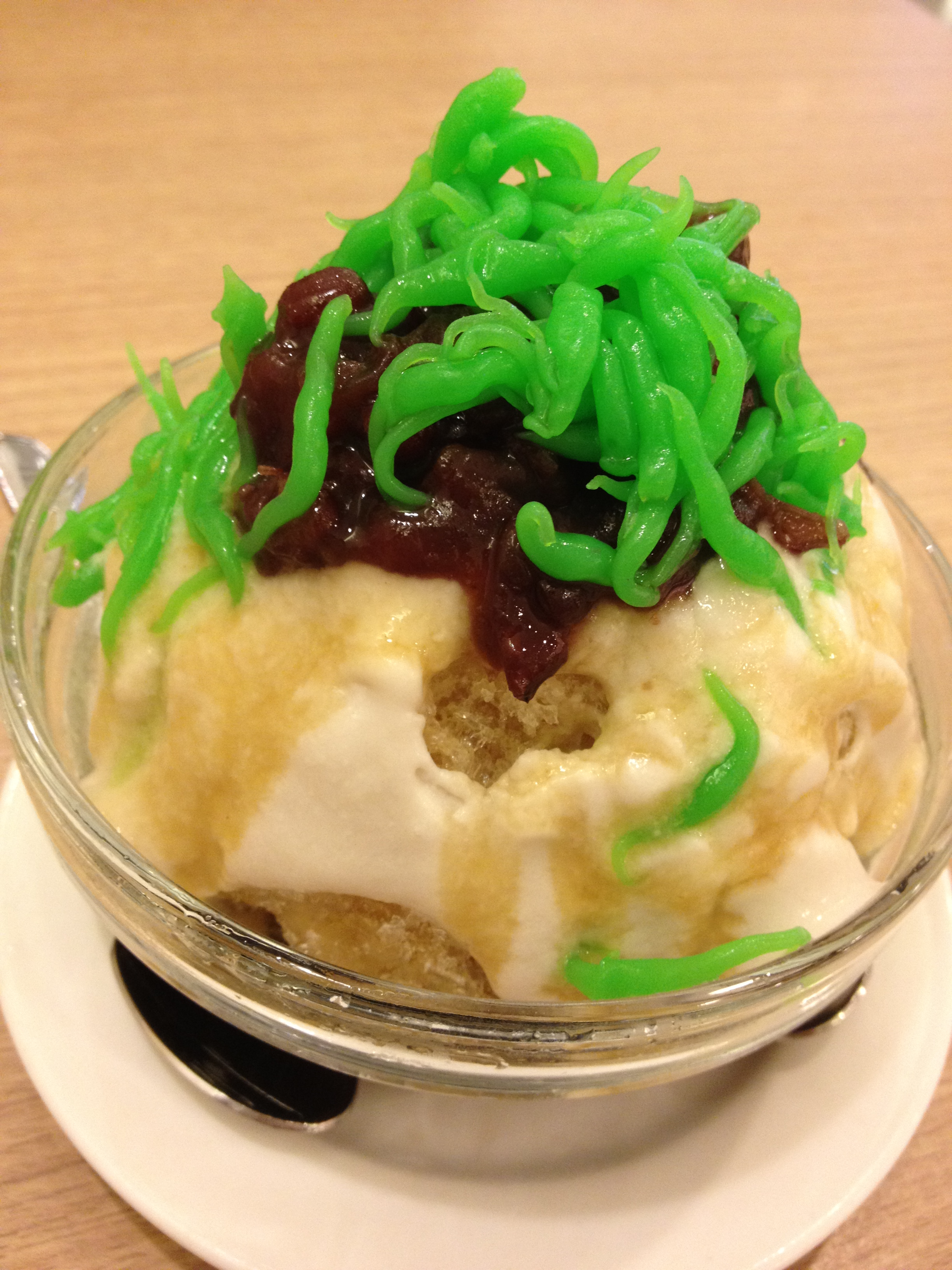
チェンドル
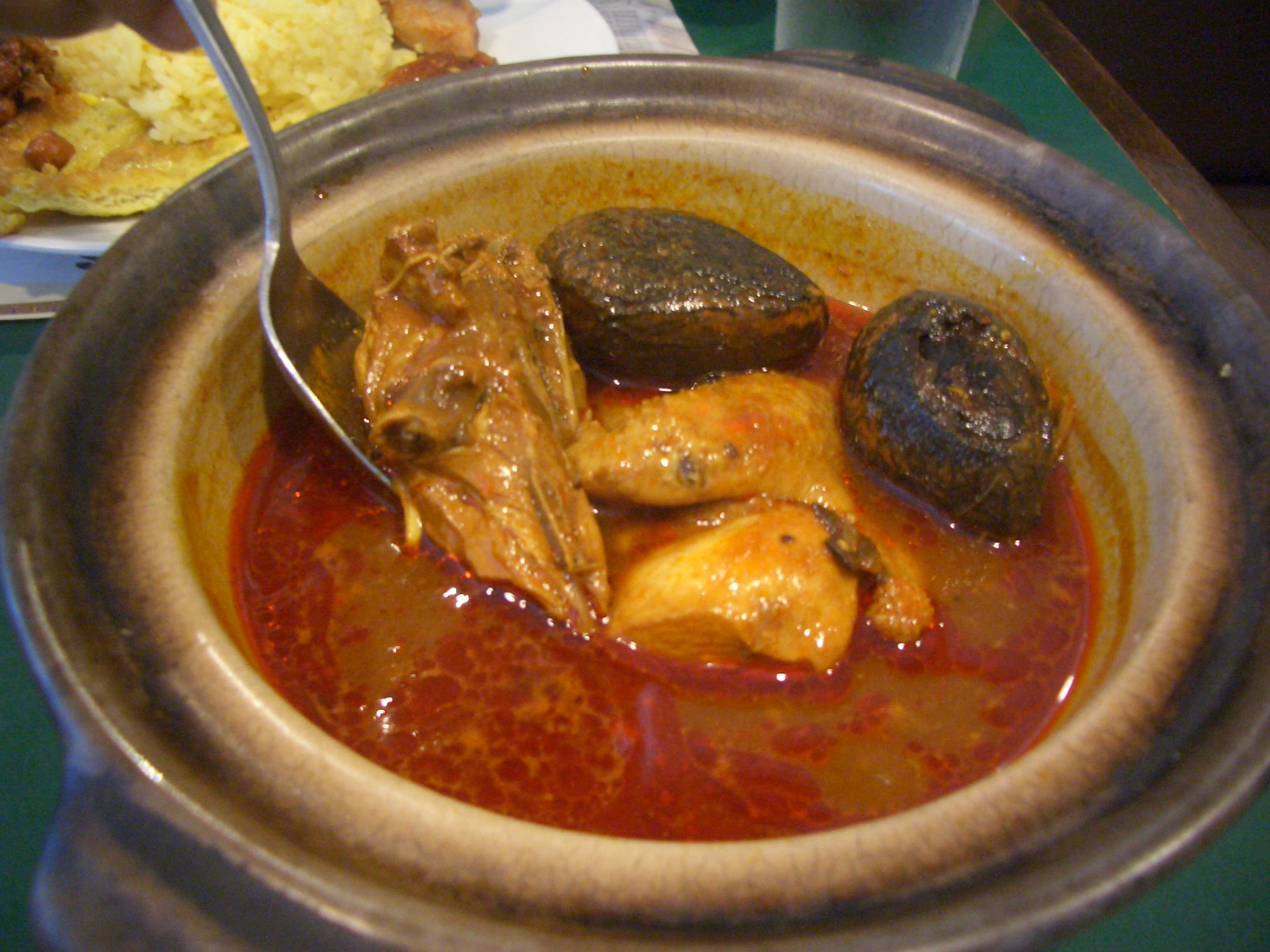
アヤム・ブアクルア